# Elche de la Sierra
Elche de la Sierra é um município da Espanha na província de Albacete, comunidade autónoma de Castilla-La Mancha, de área 239,49 km² com população de 3929 habitantes (2007) e densidade populacional de 16,23 hab/km².

## Demografia
| Variação demográfica do município entre 1991 e 2007 | Variação demográfica do município entre 1991 e 2007 | Variação demográfica do município entre 1991 e 2007 | Variação demográfica do município entre 1991 e 2007 |
| --------------------------------------------------- | --------------------------------------------------- | --------------------------------------------------- | --------------------------------------------------- |
| 1991                                                | 1996                                                | 2001                                                | 2004                                                |
|                                                     | 3746                                                | 4010                                                | 3747                                                |